# پرش زمین

مداری که پرش زمین را توضیح می‌دهد

در مهندسی الکترونیک، پرش زمین (به انگلیسی: ground bounce) یک پدیده مرتبط با کلیدزنی ترانزیستور است که در آن ولتاژ گیت می‌تواند کمتر از پتانسیل زمین محلی باشد و باعث عملکرد ناپایدار یک دروازه منطقی می‌شود.

## شرح
پرش زمین معمولاً در وی‌ال‌اس‌آی با چگالی بالا مشاهده می‌شود که در آن اقدامات احتیاطی کافی برای تغذیه یک دروازه منطقی با اتصال امپدانس به اندازه کافی کم (یا ظرفیت کافی بالا) به زمین انجام نشده‌است. در این پدیده، هنگامی که بیس یک ترانزیستور ان‌پی‌ان روشن می‌شود، جریان کافی از مدار امیتر - کلکتور می‌گذرد که سیلیکون در نزدیکی به‌هم چسبیده اتصال امیتر به زمین تا حدی بالا و گاهی چندین ولت کشیده می‌شود و در نتیجه باعث افزایش زمین محلی، همان‌طور که در دروازه درک می‌شود، به مقدار قابل توجهی بالاتر از زمین واقعی است. نسبت به این زمین محلی، ولتاژ بیس می‌تواند منفی شود، بنابراین ترانزیستور را خاموش می‌کند. با از بین رفتن بار اضافی محلی، ترانزیستور دوباره روشن می‌شود و احتمالاً باعث تکرار پدیده می‌شود، گاهی تا نیم‌دوجین پرش.
پرش زمین یکی از دلایل اصلی گیت‌های متاپایدار یا «آویزان» در طراحی مدارهای دیجیتال نوین است. این به این دلیل اتفاق می‌افتد که پرش زمین ورودی یک فلیپ فلاپ را به‌طور مؤثر در سطح ولتاژی قرار می‌دهد که در زمان کِلاک نه یک و نه صفر است، یا باعث ایجاد اثرات نامطلوب در خود کلاک می‌شود. یک پدیده افت ولتاژ مشابه ممکن است در سمت کلکتور دیده شود، به نام شکم‌دادن ولتاژ تغذیه (یا VCC sag)، جایی که VCC به‌طور غیرطبیعی پایین کشیده می‌شود. به‌طور کلی، پرش زمین یک مسئله اصلی در فناوری‌های محدوده نانومتری در VLSI است.
پرش زمین همچنین می‌تواند زمانی رُخ‌دهد که بُرد مدار مسیرهای زمین طراحی ضعیفی داشته باشد. زمین نامناسب یا VCC می‌تواند منجر به تغییرات موضعی در سطح زمین بین اجزای مختلف شود. این بیشتر در مدارهایی دیده می‌شود که مسیرهای زمین و VCC روی سطوح بُرد دارند.

## کاهش
پرش زمین ممکن است با قراردادن یک مقاومت ۱۰–۳۰ اهمی به صورت سری به هر یک از خروجی‌های کلیدزنی برای محدود کردن شار جریان در طول سوئیچ دروازه کاهش یابد.